# Mammillaria haageana
Mammillaria haageana là một loài thực vật có hoa trong họ Cactaceae. Loài này được Pfeiff. mô tả khoa học đầu tiên năm 1836.

## Hình ảnh

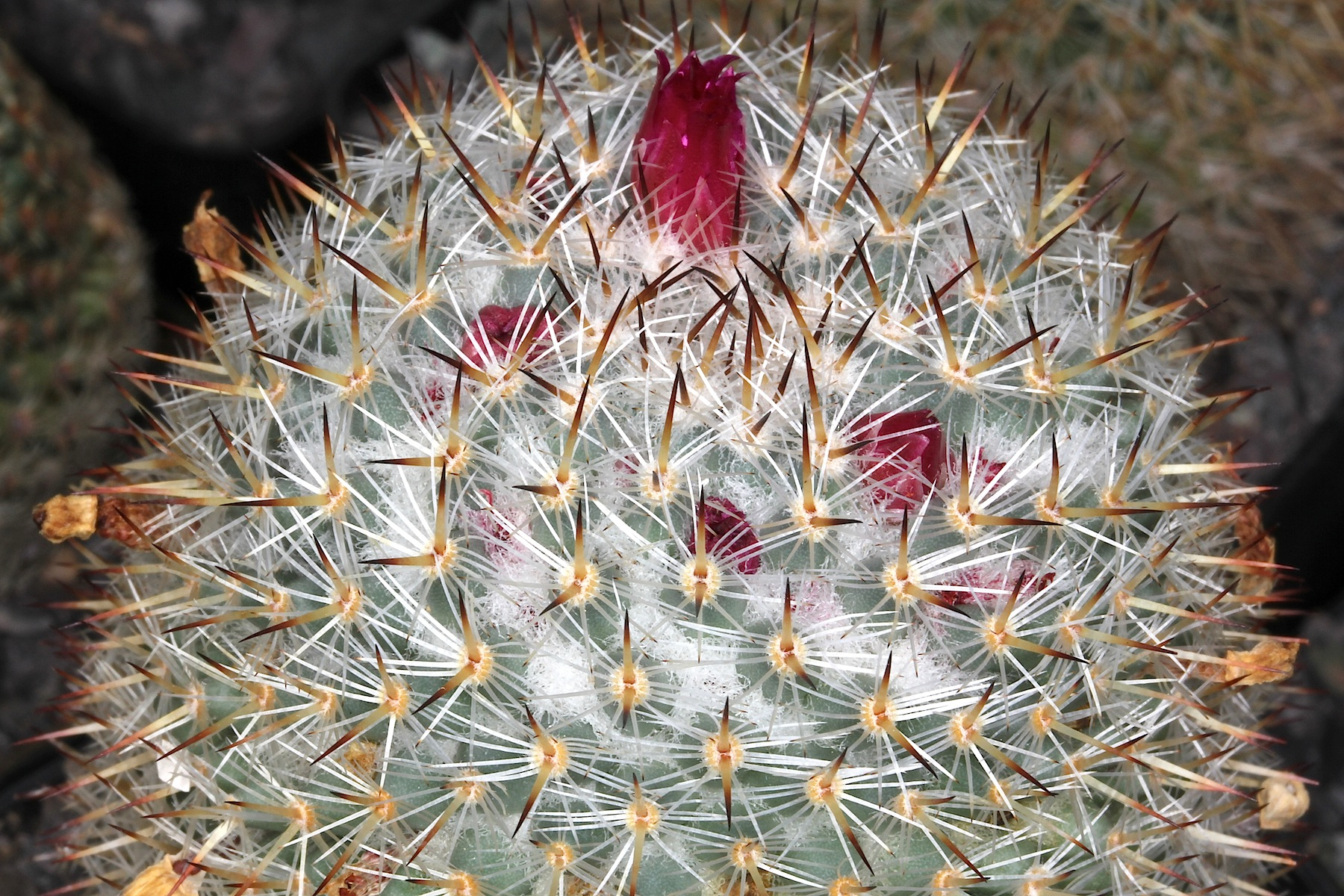
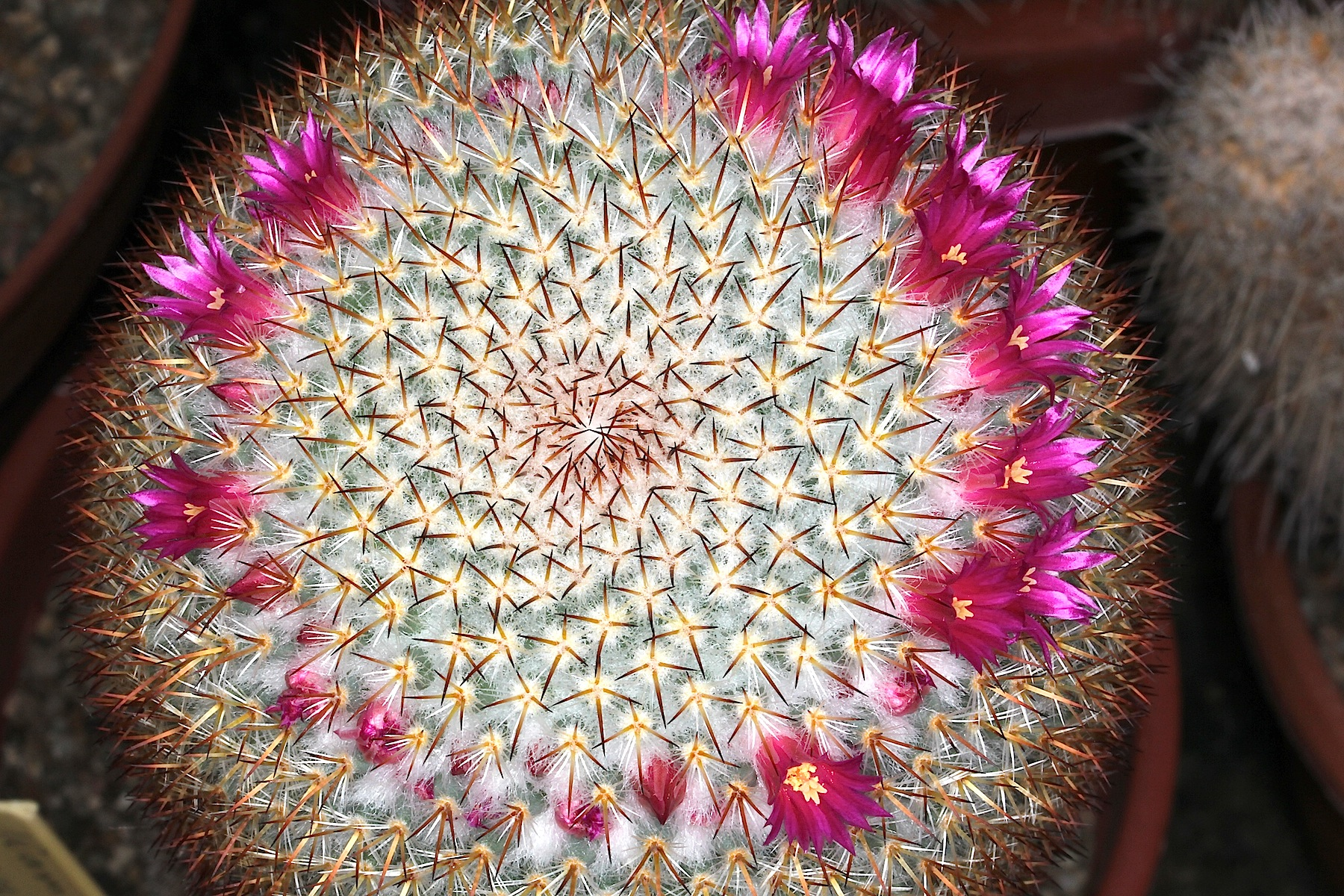
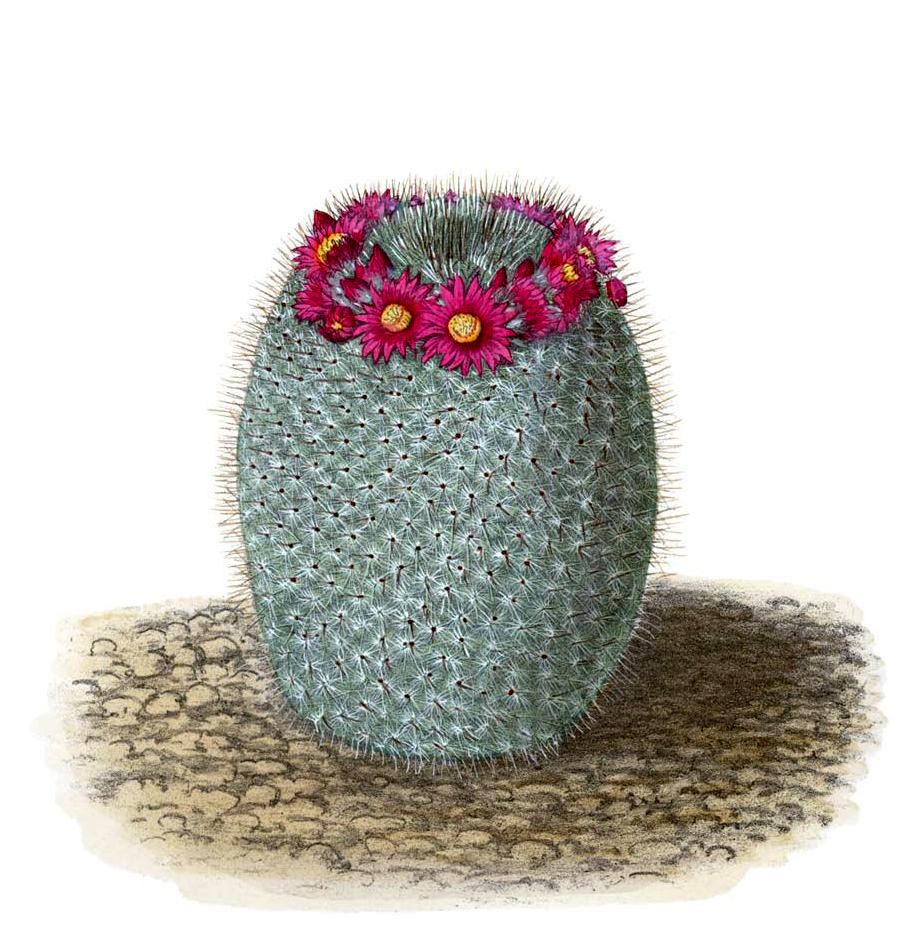
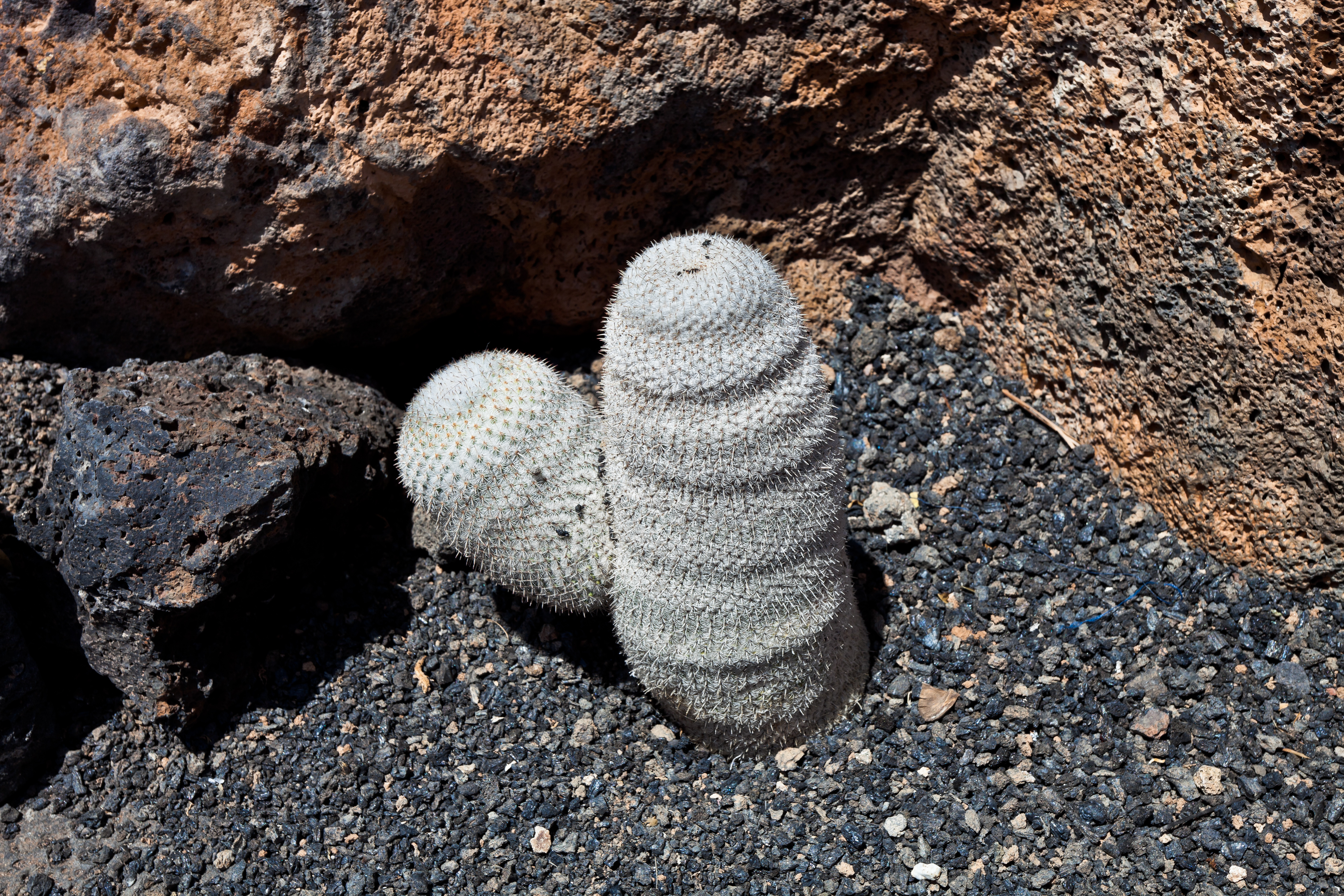